# Carlijn Achtereekte
Carlijn Achtereekte (Deventer, 29 gennaio 1990) è una pattinatrice di velocità su ghiaccio e ciclista su strada olandese, campionessa olimpica nei 3000 metri a Pyeongchang 2018.
Dal 2022 è attiva come ciclista su strada con il Team Visma-Lease a Bike (ex Jumbo-Visma), formazione con cui è sotto contratto come pattinatrice dal 2017.

## Pattinaggio di velocità

### Palmarès

#### Olimpiadi
- 1 medaglia:
  - 1 oro (nei 3000 metri a Pyeongchang 2018)

#### Mondiali distanza singola
- 3 medaglie:
  - 2 argenti (5000 m a Heerenveen 2015; 3000 m a Salt Lake City 2020);
  - 1 bronzo (5000 m a Heerenveen 2021).

#### Europei
- 1 medaglia:
  - 1 argento (3000 m a Kolomna 2018).

## Ciclismo

### Palmarès

#### Altri successi
- 2024 (Team Visma-Lease a Bike)

1ª tappa Princess Anna Vasa Tour (Toruń, cronosquadre)

### Piazzamenti

#### Grandi Giri
- Giro d'Italia

2024: 69ª
- Vuelta a España

2024: 59ª